# Figeholms köping
Denna artikel handlar om den tidigare kommunen Figeholms köping. För orten se Figeholm.
Figeholms köping var en tidigare kommun (köping) i Kalmar län. 

## Administrativ historik
Figeholm i Misterhults socken fick 1741 rättigheter som lydköping under städerna Kalmar och Västervik. I samband med kommunreformen 1863 låg köpingen som en municipalköping fortsatt kvar i socknen, som då bildade Misterhults landskommun. Den 1 januari 1878 (enligt beslut den 19 oktober 1877) utbröts Figeholms köping ut ur Misterhults landskommun för att bilda en egen kommun. I samband med kommunreformen 1952 uppgick Figeholms köping i Misterhults landskommun som 1967 uppgick i Oskarshamns stad. Den 1 januari 1971 bildades Oskarshamns kommun av Oskarshamns stad.

### Kyrklig tillhörighet
I kyrkligt hänseende hörde köpingen till Misterhults församling.

### Heraldiskt vapen
Köpingen förde inget heraldiskt vapen.

## Politik

### Mandatfördelning i valen 1938-1946
| 10 | 10 |

| 20 |

| 3 | 8 | 4 | 5 |

| 20 |

| 10 | 4 | 6 |

| 20 |